# Safia Ahmed-jan
Safia Ahmed-jan (también transliterada Safia Ahmed Jan, Safia Ama Jan o Safia Amajan, 1943 – 25 de septiembre de 2006) fue una profesora y activista por los derechos de las mujeres afgana asesinada por los talibanes. Además de sus acciones tendientes a luchar por los derechos femeninos, gestionó escuelas clandestinas para niñas en Afganistán durante la época de dominio fundamentalista.
Residente en Kandahar tras la retirada de los talibanes el año 2001, su asesinato «aparentemente marcó el retorno la estrategia de intimidación y asesinato tras la derrota de los talibanes a manos de las fuerzas de la OTAN en el oeste de Kandahar» en septiembre de ese año. Al igual que Malalai Kakar y Sitara Achakzai, Safia Ahmed-jan es considerada como una de las víctimas emblemáticas del terrorismo talibán que busca sacar a las mujeres del espacio público en Afganistán y Paquistán; su asesinato ocurrió en la ciudad de Kandahar a la edad de 63 años tras recibir cuatro disparos en la cabeza por parte de dos hombres en motocicleta.